# L'Air de rien (film, 2012)
Pour les articles homonymes, voir L'Air de rien.
Pour plus de détails, voir Fiche technique et Distribution.
L'Air de rien est un film français réalisé par Grégory Magne et Stéphane Viard (c'est leur premier long métrage) sorti en France le 7 novembre 2012. Le film met en scène le chanteur de variété vedette des années 1970 Michel Delpech dans son propre rôle.

## Synopsis
Michel Delpech, grande vedette de la chanson française des années 1970 (jouée par Michel Delpech lui-même) qui a disparu des scènes musicales depuis des années, reste solitaire, retiré dans un coin de campagne, « bougon, sauvage et taiseux » après avoir fort mal géré son argent ; il accumule les amendes, les factures et les impôts impayés et croule sous les dettes.
Les huissiers associés Max Paturel et Grégory Morel se rendent chez lui pour estimer ses biens et prévoir la saisie de son mobilier, de sa voiture, voire de sa maison. Une coïncidence fait que, trente ans plus tôt, Grégory Morel écoutait fréquemment les succès de Michel Delpech, car son père, lui-même huissier, en était un fan inconditionnel. Grégory, apitoyé par les déboires du chanteur, ne supporte pas l'idée de saisir ses biens. Il commence alors à organiser une tournée des discothèques et des salles polyvalentes des villages auvergnats environnants afin de l’aider à rembourser ses dettes. Michel Delpech le suit docilement, bien que parfois dubitatif, sur les routes de cette improbable tournée. En fait, les fans n'ont rien oublié de leur idole et de ses tubes et l'accueillent chaleureusement en chantant ses succès avec ferveur. Grégory, passionné par l'aventure et l'esprit plein de compassion, passe tout son temps au service de Michel Delpech, se livre à des affaires illégales pour favoriser son protégé, et en oublie son métier d'huissier. Son associé, loyal et impitoyable huissier, le dénonce à la Chambre des huissiers. Grégory sera alors radié sans même un regret, car il avait au fond toujours exercé son métier à contrecœur.

## Fiche technique
- Réalisation et scénario : Grégory Magne et Stéphane Viard
- Collaboration au scénario : Thomas Bidegain
- Production : Les Films Velvet, en association avec Cofinova 12
- Coproduction : Garance Capital, Blue Films et Hominem
- Distributeur en France : Rezo Films
- Agence de presse : Le public système cinéma
- Exportation/Distribution internationale : SND et Le public système cinéma
- Producteur : Frédéric Jouve
- Coproducteur : Jaime Mateus-Tique
- Coproducteur : Jean-Charles Mille
- Coproducteur : Bernard Tanguy
- Coproducteur : Pierre-Emmanuel Bidegaray
- Compositeur : Julien Valette
- Directeur de la photographie : Julien Poupard
- Ingénieur du son : Emmanuel Bonnat
- Directeur de production : Thomas Paturel
- Directrice du casting : Laure Cochener
- Chef maquilleur : Lucky Nguyen
- Scripte : Cécile Rodolakis
- Chef costumier : Sarah Monfort
- Chef décorateur : Sidney Dubois
- Chef monteur : Olivier Marzin
- 1er assistant réalisateur : Camille Pawlotsky
- 2e assistant réalisateur : Bruno Laurec
- Chef électricien : Nicolas Maupin
- Décorateur : Rozenn Le Gloahec
- Perchman : Francis Bernard
- Régisseur général : Sarah Morel
- Mixage : Matthieu Langlet
- Monteur son : Benjamin Rosier
- Langue : français
- Dates de sortie : 7 novembre 2012 en France
- Durée : 92 minutes

## Distribution
- Grégory Montel : Maître Grégory Morel
- Fred Scotlande : Maître Max Paturel
- Céline Milliat-Baumgartner : Lucie, la femme de Grégory
- Michel Delpech : lui-même
- Martine Schambacher : Martine
- Miossec : Christophe Miossec
- Jérôme Huguet : David
- Benoît Belleville : le motard
- Pauline Moulène : l'animatrice radio
- Delphine Théodore : la journaliste
- Alain Dumas : le patron du Cargo
- Catherine Davenier : Véronique, la groupie oubliée
- Jean-Claude Rousseau : le locataire
- Jean-Pierre Plane : le pêcheur 1
- Bruno Behague : le pêcheur 2
- Gérard Furay : le pêcheur 3
- Jérôme Paquatte : l'organisateur du moto-cross de Messeix
- Thomas Bidegain : le gérant de l'hôtel
- Jeupeu : le technicien radio
- Florie Auclerc : la barmaid

## Nominations
Le film a été présenté et/ou sélectionné dans 4 festivals :
- Festival international du film grolandais de Toulouse en 2012 (édition no 1), dans la catégorie « Compétition long métrage »
- Champs-Élysées Film Festival 2012 (édition no 1)
- Festival du film de Cabourg - Journées romantiques (édition no 26)
- Festival du film francophone d'Angoulême

Grégory Montel a été sélectionné parmi les Révélations 2013 de l'Académie des Césars.

## Autour du film
Lieux de tournage
Cofinancé par les régions Auvergne et Limousin, le film a été tourné dans la Creuse et le Puy-de-Dôme en cinq semaines, en septembre et octobre 2011, notamment :
- à la discothèque la Luciole d'Aubusson (Creuse) ;
- au moto-cross de Messeix (Puy de Dôme) ;
- dans les studios de Radio Arverne à Gerzat (Puy de Dôme) ;
- dans le village de Chanonat (Puy de Dôme) ; les habitants du village, le conseil municipal et notamment le maire, Jean-Pierre Pezant, jouant leurs propres rôles.

Chansons du film
- Pendant le film, lors des concerts de Michel Delpech, on entend notamment ses tubes Marianne, Le Chasseur, Le Loir-et-Cher et Quand j’étais chanteur

## Accueil critique
Avec une note moyenne de 3,6 pour la critique presse sur Allociné, le film est apprécié pour son ton et sa subtilité. Par sa simplicité sincère aussi, par opposition au film similaire Stars 80 sorti quelques semaines plus tôt, qui déploie, lui, toute la puissance cinématographique possible (palette de stars, grands concerts dans des Zénith et à Bercy, effets spéciaux, déplacements aux États-Unis, etc.),. Le vrai héros du film est Grégory Morel, dont on observe la compassion pour la star oubliée, les subterfuges et la corruption dont il fait preuve pour obtenir les salles de concerts, et le mensonge envers son collègue huissier. La prestation de Michel Delpech et l'autodérision dont il fait preuve ici est également soulignée.